# Сазонова, Раиса Фёдоровна
Раиса Фёдоровна Сазонова (род. 1931) — киноактриса.

## Биография
Раиса Фёдоровна родилась 4 марта 1931 года.
Работала почтальоном на участке, где жили Клара Лучко, Михаил Жаров и многие другие актёры.
В 18 лет по совету Клары Лучко пошла на «Мосфильм», где её сразу поставили на учёт.
После этого Раиса Фёдоровна снималась у многих известных режиссёров (Бондарчука, Смоктуновского, Никиты Михалкова). Послужной список насчитывает около 20 ролей. В последнее время снимается в основном в эпизодических ролях, а также в рекламе.

## Семья
Сестра: Сазонова Любовь Фёдоровна.
Дети: 2-е.

## Фильмография
- 1962 — «Воскресение»
- 1963 — Секретарь обкома
- 1970 — «Подсолнухи»
- 1977 — «Журавль в небе»
- 1981 — «Родня»
- 1983 — «Приступить к ликвидации»
- 1989 — «Закон»
- 1989 — «Частный детектив, или Операция «Кооперация»»
- 1990 — «Десять лет без права переписки»
- 1990 — «Ночь»
- 1990 — «Повесть непогашенной луны»
- 1991 — «Пока гром не грянет»
- 1992 — «Ка-ка-ду»
- 1994 — «Утомлённые солнцем»
- 1994 — «Белый праздник»
- 1998 — «С днём рождения!»
- 2004 — «Мужчины не плачут» — эпизодическая роль
- 2006 — «Нанкинский пейзаж» — эпизодическая роль
- 2006 — «У. Е.» — Старушка

Киножурнал «Ералаш»
- 1982 — Выпуск № 36 (сюжет «Аукцион») — эпизод (нет в титрах)
- 1988 — Выпуск № 68 (сюжет «Осторожно, ученик!») — пассажирка (нет в титрах)